# Gonomyia ithyphallus
Gonomyia ithyphallus är en tvåvingeart som beskrevs av Paul Lackschewitz 1935. Gonomyia ithyphallus ingår i släktet Gonomyia och familjen småharkrankar. Inga underarter finns listade i Catalogue of Life.